# Spanische Badmintonmeisterschaft 2019
Die Spanische Badmintonmeisterschaft 2019 war die 38. Auflage der spanischen Titelkämpfe in dieser Sportart. Sie fand vom 10. bis zum 12. Mai 2019 im Pabellón Príncipe Felipe in Pontevedra statt.

## Die Sieger und Platzierten
| Disziplin    | Gold                       | Silber                     | Bronze                         |
| ------------ | -------------------------- | -------------------------- | ------------------------------ |
| Herreneinzel | Pablo Abián                | Enrique Peñalver           | Carlos Piris                   |
| Herreneinzel | Pablo Abián                | Enrique Peñalver           | Álvaro Vázquez González        |
| Dameneinzel  | Clara Azurmendi            | Sara Peñalver Pereira      | Manuela Díaz                   |
| Dameneinzel  | Clara Azurmendi            | Sara Peñalver Pereira      | Nerea Ivorra                   |
| Herrendoppel | Javier Abian Pablo Abián   | Jaume Perez Javier Sánchez | Bernat Amaya Marc Gallardo     |
| Herrendoppel | Javier Abian Pablo Abián   | Jaume Perez Javier Sánchez | Manuel Brea Alejandro Nogueira |
| Damendoppel  | Laura Molina Haideé Ojeda  | Paula López Laura Santos   | Nelly Iriberri Raquel Miguens  |
| Damendoppel  | Laura Molina Haideé Ojeda  | Paula López Laura Santos   | Manuela Díaz Laura Primo       |
| Mixed        | Alberto Zapico Lorena Uslé | Marc Gallardo Haideé Ojeda | Alejandro Ramírez Elisa Borras |
| Mixed        | Alberto Zapico Lorena Uslé | Marc Gallardo Haideé Ojeda | Javier Sánchez Laura Molina    |